# Arcona Yachts
Arcona Yachts är ett svenskt företag som utvecklar, tillverkar och säljer större segelbåtar i Arcona-serien.
Flera Arconamodeller har ritats av Stefan Qviberg, vars konstruktion Arcona 430 vann "European Yacht of the Year" 2009 i kategorin för större segelbåtar.. Arcona 435 vann "European Yacht of the year" 2019.
Arcona ägs sedan 2018 av Orust Quality Yachts AB, som är ett dotterbolag till Hexiron AB i Lund, som också köpt Najad AB.

## Arcona 40 DS
Arcona 40 DS' är en 40 fots svensk segelbåtstyp, som konstruerats av Stefan Qviberg för Arcona Yachts AB. Den tillverkade mellan 1994 och 2000.
Den har följande dimensioner: längd 11,98 meter, bredd 3,8 meter och deplacement 8,6 ton. Mastheadriggad med storsegel 39 m², och genua 57 m². Kölen är av bly och väger 3100 kg. Båten har utöver däcksalongen sex kojer i tre kabiner samt två toaletter och inre styrplats. Skrovet är byggt i sandwichlaminat ovan vattenlinjen.